# Indre-et-Loire
Indre-et-Loire är ett departement i västcentrala Frankrike. Departementets namn kommer från floderna Indre och Loire som rinner igenom departementet. Regionhuvudstad i departementet är Tours, medan Chinon och Loches är arrondissementshuvudstäder.
Indre-et-Loire tillhör regionen Centre-Val de Loire och är omramat av departementen Loir-et-Cher, Indre, Vienne, Maine-et-Loire, och Sarthe.
Indre-et-Loire är en av 83 ursprungliga departement som skapades under Franska revolutionen den 4 mars 1790. Det bildades från den gamla provinsen Touraine.

## Turism
I departementet finns en mängd slott som helt eller delvis har öppet för allmänheten, ett urval är:

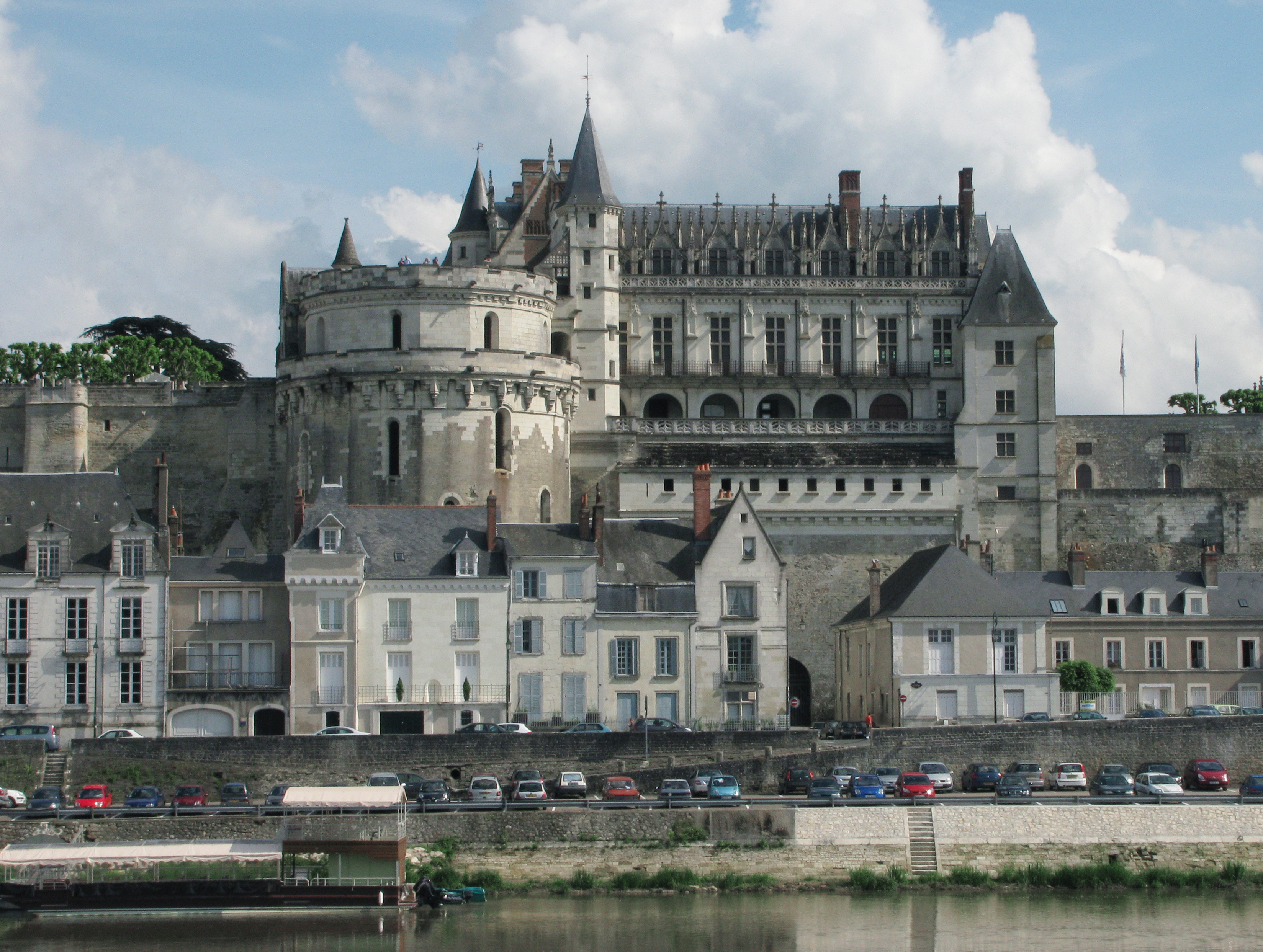
Château d'Amboise
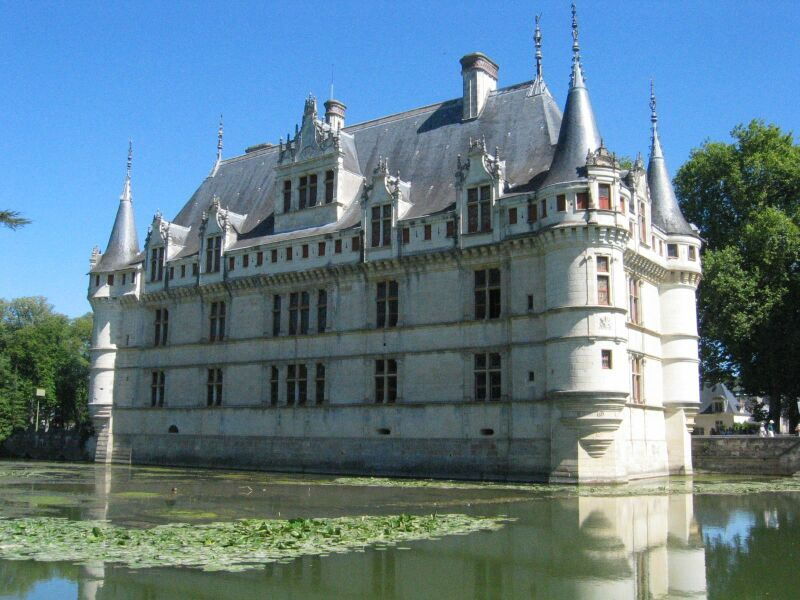
Slottet i Azay-le-Rideau
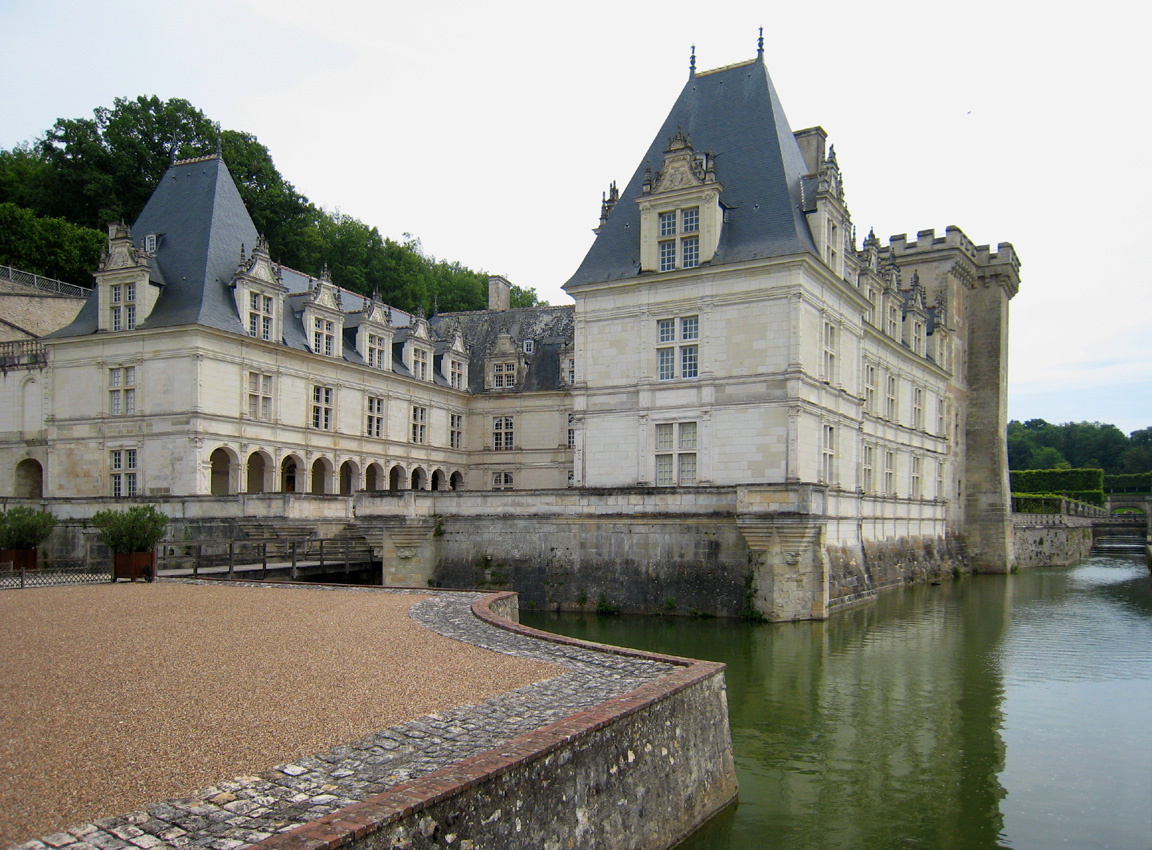
Château de la Bourdaisière
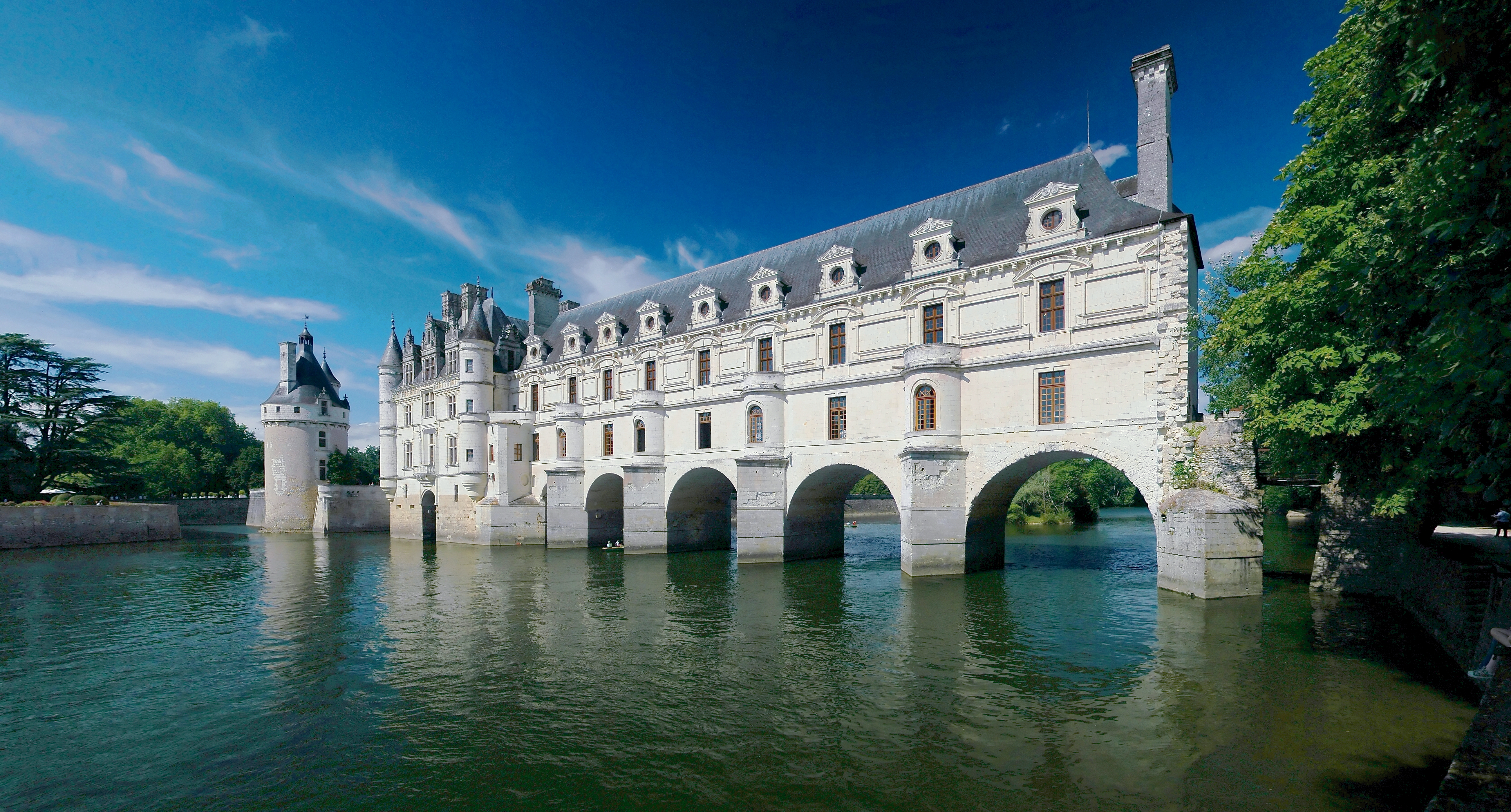
Château de Chenonceau
- Château de Plessis-lez-Tours
- Chinon
- Courcelles-de-Touraine
- Château de Langeais
- Marcay
- Montpoupon
- Tours
- Château de Villandry
- Château du Rivau
- Loches
- Chateau de Chenonceau